# Cooston
Cooston az Amerikai Egyesült Államok északnyugati részén, Oregon állam Coos megyéjében, a Coos-öböl keleti partján elhelyezkedő önkormányzat nélküli település.
Nevét a coos indiánokról kapta; az elnevezés az 1908 és 1939 között működő posta első vezetőjétől, William E. Homme-tól származik. A hivatal Homme otthonában nyílt meg.

## Fordítás
- Ez a szócikk részben vagy egészben  a   Cooston, Oregon című angol Wikipédia-szócikk ezen változatának fordításán alapul.  Az eredeti cikk szerkesztőit annak laptörténete sorolja fel. Ez a jelzés csupán a megfogalmazás eredetét és a szerzői jogokat jelzi, nem szolgál a cikkben szereplő információk forrásmegjelöléseként.